# South Pacific Stock Exchange
Le South Pacific Stock Exchange (en français : Bourse du Pacifique Sud) est la bourse des Iles Fidji, elle est située dans la capitale Suva.  Elle fut créée en 1979. Sa mission est de maintenir la réputation internationale en tant que bourse privilégiée.

## Missions
Sa mission est de promouvoir la bourse en option privilégiée d’investissement, de travailler avec des infrastructures informatiques avec des systèmes innovants sécurisés et de s’adapter à des meilleurs pratiques internationales.

## Indices du Marché

### Indice de rendement total SPX
Cet indice est un indice global de capitalisation boursière reflétant la valeur marchande de toutes ses composantes par rapport à la valeur global agrégée du jour global. Le 4 janvier 2000, l’indice du rendement total atteint 1000.

### Indice des prix de capitalisation boursière
Cet indice est agrégé de capitalisation boursière reflétant les prix du marché boursier. Entre le 30 septembre et le 30 octobre 2021, cet indice atteint 1475 (maximum) mais entre le 30 janvier et 28 février, l’indice atteint 3660 (minimum).

### Indice des prix à hauteur égal
Cet indice donne le même poids ou même importance à chaque action. Cet indice se fonde sur le nombre de titres côtés et ne reflète que les rendements des  prix du marché boursier. Entre le 30 novembre et le 30 décembre 2021, l’indice atteint 5620 (maximum). Entre le 31 mai et le 30 juin 2021, l’indice descend pour arriver à 5165.

### Indice de rendement total à hauteur égal
Cet indice donne le même poids et la même importance à chaque action qui se fonde sur les titres de cotés. Ces derniers reflètent le rendement total du marché boursier qui comprend les rendements des dividendes, et le prix. Entre le 31 mai 2021 et le 28 avril 2022 l’indice est passé de 11150 à 12250.